# Macropharyngodon vivienae
Macropharyngodon vivienae là một loài cá biển thuộc chi Macropharyngodon trong họ Cá bàng chài. Loài này được mô tả lần đầu tiên vào năm 1978.

## Từ nguyên
Từ định danh của loài được đặt theo tên của nhà sinh vật biển Mireille L. Rarmelin-Vivien, người đã thu thập mẫu vật của loài.

## Phạm vi phân bố và môi trường sống
M. vivienae có phạm vi phân bố nhỏ hẹp ở vùng biển Tây Nam Ấn Độ Dương. Loài này được ghi nhận ngoài khơi Madagascar, cũng như dọc theo bờ biển phía nam Mozambique đến Nam Phi.
M. vivienae sống xung quanh các rạn san hô trên nền đáy cát và đá vụn ở độ sâu khoảng từ 10 đến 30 m.

## Mô tả
M. vivienae có chiều dài cơ thể tối đa được ghi nhận là 11 cm. Cá cái có màu đỏ nhạt với các đốm màu đỏ sẫm hơn trên vảy. Đầu được phủ chi chít bởi các chấm màu vàng. Phía sau nắp mang, ở phần thân trên có một đốm đen được viền màu xanh lam. Một đốm đen nhỏ hơn (không có viền) thường xuất hiện ở phần sau của vây lưng. Vây đuôi trong suốt. Cá đực có kiểu màu tương tự cá cái nhưng đốm đen ở sau nắp mang lớn hơn và có nhiều vệt đốm màu xanh lam óng nằm bên trong đốm đen này. Đầu có các dải vàng viền xanh lam.
Số gai ở vây lưng: 9; Số tia vây ở vây lưng: 11; Số gai ở vây hậu môn: 3; Số tia vây ở vây hậu môn: 11; Số gai ở vây bụng: 1; Số tia vây ở vây bụng: 5.

## Sinh thái
Thức ăn của M. vivienae là các loài thủy sinh không xương sống nhỏ ở tầng đáy. Loài này có thể sống đơn độc hoặc hợp thành đàn nhỏ.